# 波紋鏢鱸
波紋鏢鱸為輻鰭魚綱鱸形目鱸亞目河鱸科鏢鱸屬的其中一種，該物種分布於美國田納西州的淡水流域，體長可達5.5公分。